# Josef Enzensperger
Pas d'image ? Cliquez ici
Josef Enzensperger (né le 8 février 1873 à Rosenheim, mort le 2 février 1903 dans les îles Kerguelen) était un météorologue et alpiniste bavarois.

## Biographie
À l'âge de 14 ans, Enzensperger a déménagé avec sa famille à Sonthofen en royaume de Bavière. C'est là qu'il a passé sa jeunesse et s'est initié à l'alpinisme. Enzensperger a commencé des études de droit à l'université de Munich. C'est plus tard qu'il s'est réorienté vers les sciences et en particulier la météorologie.
Parallèlement à son travail scientifique, Enzensperger a réussi plusieurs premières ascensions : par exemple en 1892 l'Öfelekopf (dans le massif du Wetterstein) et en 1894 le Kleine Halt (de) dans le Kaisergebirge. Enzensperger a été un des fondateurs de l'Akademischer Alpenverein München (AAVM) en 1892.
À 27 ans, en 1900, Enzensperger a été le premier à passer l'hiver comme observateur dans la station météorologique d'altitude de la Zugspitze. L'année suivante, il a rejoint l'expédition d'Erich von Drygalski qui partait pour l'Antarctique. Dans le cadre de cette expédition, il a entrepris de passer l'hiver 1902-1903 avec quatre autres chercheurs dans une station scientifique des Îles Kerguelen située dans la baie de l'Observatoire. Josef Enzensperger est mort du béribéri en février 1903.
À l'occasion du centième anniversaire de sa mort, la Royal Geographical Society a érigé en 2003 une stèle commémorative à proximité de la station allemande de l'époque (49°24’ sud 69°53’ est). Le Bras Enzensperger porte son nom aux Kerguelen (49°45' de latitude sud, 69°8' longitude est). 
En 2011, le territoire des TAAF a émis un timbre-poste de 0,90 € en son honneur, dessiné et gravé par André Lavergne, représentant son portrait ainsi que la cabane où il hiverna en 1903.